# Ochnaceae
Ochnaceae DC. è una famiglia di piante eudicotiledoni appartenenti all'ordine Malpighiales.

## Descrizione
É una famiglia di piante legnose con foglie sempreverdi, spesso lucenti, semplici, a volte pennate con nervature laterali parallele, stipolate. I fiori, bisessuati, regolari, sono spesso gialli, molte volte disposti in grappoli.
I frutti sono drupe, bacche o capsule.

## Tassonomia
In questa famiglia sono riconosciuti 32 generi:
- Adenarake Maguire & Wurdack
- Blastemanthus Planch.
- Brackenridgea A.Gray
- Campylospermum Tiegh.
- Cespedesia Goudot
- Elvasia DC.
- Euthemis Jack
- Fleurydora A.Chev.
- Froesia Pires
- Godoya Ruiz & Pav.
- Idertia Farron
- Indosinia J.E.Vidal
- Krukoviella A.C.Sm.
- Lacunaria Ducke
- Lophira Banks ex C.F.Gaertn.
- Luxemburgia A.St.-Hil.
- Medusagyne Baker
- Ochna L.
- Ouratea Aubl.
- Perissocarpa Steyerm. & Maguire
- Philacra Dwyer
- Poecilandra Tul.
- Polythecanthum Tiegh.
- Quiina Aubl.
- Rhytidanthera Tiegh.
- Sauvagesia L.
- Schuurmansia Blume
- Schuurmansiella Hallier f.
- Testulea Pellegr.
- Touroulia Aubl.
- Tyleria Gleason
- Wallacea Spruce ex Benth. & Hook.f.

La classificazione APG IV inserisce questa famiglia all'interno dell'ordine Malpighiales. Il sistema Cronquist la classificava invece nell'ordine Theales.